# Nils Wilhelm Almroth
Nils Wilhelm Almroth, född 9 april 1797 i Stockholm, död 31 oktober 1852 på hemväg från Nederländerna, var en svensk kemist och ämbetsman.
Almroth var son till stadsfysikus, medicinalrådet Nils Almroth och Eleonora Carolina född Hagströmer. År 1815 undergick han bergsexamen, och anställdes som amanuens vid Bergkollegii myntkabinett och blev därefter myntproberare 1817.
I den vetenskapliga resa Jöns Jacob Berzelius ungefär samtidigt företog var Almroth tidvis hans följeslagare. Under sitt vistande utomlands studerade Almroth i första hand myntverken. Utnämnd till kemie adjunkt vid Karolinska mediko-kirurgiska institutet 1820, förordnades han följande året till lärare i kemi och naturkunnighet vid Artilleriläroverket på Marieberg, en befattning han innehade till sin död. År 1822 blev han ledamot av den tillsatta myntkommittén, och erhöll några år därefter titel av professor och utnämndes till överdirektör för Mynt- och kontrollverken i riket 1835. Under hans ledning erhöll svenska Myntverket med tiden en tidsenlig organisation. Han blev ledamot av Vetenskapsakademien 1825.
Almroth var gift med Amalia Dorothea Theel (född 8 mars 1800, död 3 mars 1841). Deras döttrar Ebba och Emma Almroth reste under Krimkriget och deltog under Sevastopols belägring som sjuksköterskor under Florence Nightingales överinseende. Dottern Ebba gifte sig med prästen Charles Henry Hamilton Wright och var mor till läkaren Almroth Wright.